# رونالد وايت
رونالد وايت (بالإنجليزية: Ronald M. Whyte)‏ هو قاضي ومحامي وضابط أمريكي، ولد في 25 أكتوبر 1942 في بومونا في الولايات المتحدة.